# Clásica de San Sebastián 2022
41. ročník jednodenního cyklistického závodu Clásica de San Sebastián se konal 30. července 2022 v San Sebastiánu ve Španělsku. Vítězem se stal Belgičan Remco Evenepoel z týmu Quick-Step–Alpha Vinyl. Na druhém a třetím místě se umístili Francouz Pavel Sivakov (Ineos Grenadiers) a Belgičan Tiesj Benoot (Team Jumbo–Visma). Závod byl součástí UCI World Tour 2022 na úrovni 1.UWT a byl dvacátým čtvrtým závodem tohoto seriálu.

## Týmy
Závodu se zúčastnilo všech 18 UCI WorldTeamů a 7 UCI ProTeamů.Alpecin–Fenix a Arkéa–Samsic dostaly automatické pozvánky jako nejlepší UCI ProTeamy sezóny 2021,, oba však svou pozvánku zamítly. Třetí nejlepší UCI ProTeam sezóny 2021, Team TotalEnergies, pak dostal také automatickou pozvánku. Další 4 UCI ProTeamy (Burgos BH, Caja Rural–Seguros RGA, Equipo Kern Pharma a Euskaltel–Euskadi) byly vybrány organizátory závodu, Organizaciones Ciclistas Euskadi. Každý tým přijel se sedmi závodníky, kromě týmů Bora–Hansgrohe, Groupama–FDJ, Intermarché–Wanty–Gobert Matériaux, Israel–Premier Tech a Team Jumbo–Visma se šesti závodníky. Na start postavilo 156 jezdců. Do cíle v San Sebastiánu dojelo 60 z nich.
UCI WorldTeamy
- AG2R Citroën Team
- Astana Qazaqstan Team
- Bora–Hansgrohe
- Cofidis
- EF Education–EasyPost
- Groupama–FDJ
- Ineos Grenadiers
- Intermarché–Wanty–Gobert Matériaux
- Israel–Premier Tech
- Lotto–Soudal
- Movistar Team
- Quick-Step–Alpha Vinyl
- Team Bahrain Victorious
- Team BikeExchange–Jayco
- Team DSM
- Team Jumbo–Visma
- Trek–Segafredo
- UAE Team Emirates

UCI ProTeamy
- Burgos BH
- Caja Rural–Seguros RGA
- Equipo Kern Pharma
- Euskaltel–Euskadi
- Team TotalEnergies

## Výsledky
| Pořadí | Jezdec                         | Tým                                | Čas        |
| ------ | ------------------------------ | ---------------------------------- | ---------- |
| 1      | Remco Evenepoel (BEL)          | Quick-Step–Alpha Vinyl             | 5h 31' 44" |
| 2      | Pavel Sivakov (FRA)            | Ineos Grenadiers                   | + 1' 58"   |
| 3      | Tiesj Benoot (BEL)             | Team Jumbo–Visma                   | + 2' 31"   |
| 4      | Bauke Mollema (NED)            | Trek–Segafredo                     | + 3' 11"   |
| 5      | Carlos Rodríguez (ESP)         | Ineos Grenadiers                   | + 3' 11"   |
| 6      | Simon Yates (GBR)              | Team BikeExchange–Jayco            | + 3' 28"   |
| 7      | Toms Skujiņš (LAT)             | Trek–Segafredo                     | + 4' 09"   |
| 8      | Mattias Skjelmose Jensen (DEN) | Trek–Segafredo                     | + 4' 09"   |
| 9      | Rigoberto Urán (COL)           | EF Education–EasyPost              | + 4' 09"   |
| 10     | Lorenzo Rota (ITA)             | Intermarché–Wanty–Gobert Matériaux | + 4' 09"   |